# Semonide
Semonide di Amorgo (in greco antico: Σημωνίδης Ἀμοργῖνος?, Sēmōnídēs Amorghínos, sebbene la forma prevalente nei manoscritti sia Σιμωνίδης, traslitterato in Simonídes; Samo, VII secolo a.C. – VI secolo a.C.) è stato un poeta giambico greco antico della seconda metà del VII secolo a.C., da alcune fonti considerato il primo giambografo.

## Biografia
Semonide, figlio di Crine, probabilmente nacque a Samo, ma fu detto «di Amorgo» perché partecipò attivamente alla fondazione di Minoa, una colonia nell'isola di Amorgo. Da questo fatto, unico evento certo che si conosce della sua vita, si è dedotto che il poeta fosse di estrazione aristocratica. La Suida colloca la sua nascita (o, secondo un'altra interpretazione, il suo floruit) al 693 a.C.; Cirillo di Alessandria pone il suo floruit al tempo della XXIX Olimpiade (664-661 a.C.), analogamente a Girolamo che lo pone al 664-663 a.C. Ezio Pellizer colloca la sua nascita intorno al 700 a.C. e la sua morte intorno al 645 a.C., supponendolo forse di una cinquantina di anni posteriore al poeta greco Archiloco.
L'esatto periodo in cui Semonide visse è incerto: nell'antichità veniva considerato precedente ad Archiloco, invece Girolamo sostiene che fu un suo contemporaneo. Oggi si pensa, anche in virtù della partecipazione di Semonide alla citata fondazione della colonia di Minoa, che gli sia di poco posteriore, perché la poesia di Semonide sembra dipendere da quella di Archiloco.
Nei suoi giambi vengono nominati Telembroto, forse un membro dell'eteria di Semonide, e Orodecide, il quale, secondo Luciano, era vittima dei suoi giambi. Secondo la Suida, Semonide compose un'opera riguardante la genealogia mitica dei primi coloni di Samo, della quale però non ci è giunto nessun frammento.

## Opere. Il mondo poetico e concettuale di Semonide
Ci sono pervenuti circa quaranta frammenti (200 versi) di componimenti giambici in dialetto ionico: di questi la maggior parte (precisamente 118 versi) fanno parte di un unico componimento, ossia del famoso Biasimo delle donne (ψόγος γυναικῶν) o Satira delle donne, una sprezzante satira anti-femminile che si ispira ad argomenti già presenti in Esiodo e nella poesia greca arcaica. In essa le donne sono catalogate in 10 tipi, derivanti o da animali o da elementi naturali: 9 tipi sono descritti in modo negativo e l'unica donna che Semonide ritiene positiva è quella del tipo derivato dall'ape. Di questo frammento sono possibili due differenti chiavi di lettura: può essere intesa come riflessione personale oppure come la ripresa di un filone alquanto comune e noto nel pubblico maschile del simposio. Inoltre, la latente misoginia di Semonide venne ripresa dalla satira latina, e in particolare da Giovenale, nella VI satira, di chiara ispirazione semonidea. Particolare è l'uso di un repertorio che attiene agli animali per parlare dei vari tipi di donna. Un altro frammento di una certa rilevanza è quello che descrive i mali umani, in trimetri giambici.
Gli altri frammenti di Semonide sono tutti ispirati a un pessimismo dichiarato, per cui egli fu molto amato da Giacomo Leopardi, che tradusse nei Canti anche alcuni frammenti del poeta greco (Dal greco di Simonide, Canti XL). Nessuno degli uomini, secondo Semonide, è immune da mali: tutto è in mano agli dèi, in particolare a Zeus, al cui confronto gli uomini non valgono nulla. Gli uomini ricercano perennemente la felicità, ma essa è solo un'illusione dettata da una speranza di riscatto che non si avvererà mai. L'unica via di salvezza per l'uomo è l'accettazione serena della sua fragile condizione esistenziale. Sotto questo punto di vista, anche la Satira delle donne si può leggere in chiave pessimistica: fra tutti i mali che affliggono l'uomo, la donna è solo il più grande dei mali.
I filologi alessandrini lo ritenevano un poeta eminentemente giambico, ma, secondo la Suida, egli scrisse anche elegie ed un'opera storica, a noi non pervenuta, la Storia di Samo, alquanto simile, contenutisticamente parlando, alla Smirneide di Mimnermo. Alcuni dei suoi versi si sono stati tramandati sotto il nome del più famoso poeta lirico Simonide a causa di errori nella grafia del nome sui molti codici; l'esatta grafia ci è stata però tramandata dal grammatico bizantino Giorgio Cherobosco.

## Fortuna di Semonide
Si sa ben poco riguardo alla fortuna che ebbe il poeta prima dell'età alessandrina: riguardo al tema misogino, tema principale del più famoso dei frammenti di Semonide, "Il giambo sulle donne", possiamo dire con certezza che è stato affrontato da Eschilo, Euripide e Aristofane, ma non si può dire con certezza che questi presero Semonide a modello.